# Срам (филм из 2011)
Срам (енгл. Shame) је британска еротска драма, снимљена 2011. у режији Стива Маквина. Овај филм се сматра врхунцем у досадашњој каријери Мајкла Фасбендера, који игра Брендона. За ту улогу је добио Волпи пехар на Филмском фестивалу у Венецији 2011, а био је номинован и за Награду Удружења филмских критичара, Златни глобус и Награду BAFTA за најбољег глумца у главној улози. Срам је уживао велику популарност због веома експлицитних сцена сексуалног садржаја.

## О филму

### Радња
Брендон је згодан тридесетогодишњи Њујорчанин, веома је успешан на послу и живи у луксузном стану. Наизглед има све, али му његова компулзивна природа отежава да буде срећан и миран – наиме, зависан је од секса. Огроман сексуални апетит храни интензивним сексуалним односима са непознатим људима. Често плаћа секс, свакодневно мастурбира, а ни односи са мушкарцима му нису страни. Невоља настаје када у његов колико–толико уређен живот дође његова сестра Сиси, проблематична и емотивно растројена девојка, која Брендона постепено почиње да узбуђује.

### Продукција
Редитељ Стив Маквин је одлучио да за Срам ангажује исту екипу која је радила на његовом филму Глад из 2008. године. Она укључује Мајкла Фасбендера, који је за Срам био први и једини избор, сценаристкињу Ејби Морган, која је 2011. написала сценарио и за филм Челична дама и продуцента Ајана Кенинга. Кери Малиган и Џејмс Беџ Дејл су изабрани крајем децембра 2010.
Снимање је било заказано за јануар 2011, међутим почело је два месеца касније. Завршено је крајем маја, а почетком јуна је почела постпродукција. Филм је снимљен за британску продукцијску кућу Моментум пикчерс (Momentum Pictures), а америчка кућа Fox Searchlight Pictures откупила је дистрибутерска права за 400.000 долара.

### Улоге
- Мајкл Фасбендер као Брендон Саливен
- Кери Малиган као Сиси
- Никол Бехари као Маријана
- Џејмс Беџ Дејл као Дејвид
- Хана Вер као Саманта

## Пријем

### Реакције публике
Филм је премијерно приказан 4. септембра 2011, на фестивалу у Венецији, на опште одушевљење публике. До премијере у Сједињеним Државама 2. децембра, приказиван је на фестивалима у Торонту, Денверу, Њујорку и Лондону, и на сваком је рекламиран као тешка драма о инцесту и сексуалној зависности.
Премијера у Великој Британији одржана је 13. јануара 2012, где је наишао на одличан пријем код публике. Претходно је годину дана најављиван као најочекиванији и најзадивљујући британски филм године.
Срам је на биоскопским благајнама зарадио нешто више од седамнаест милиона долара, што га ставља на друго место на листи 100 комерцијално најуспешнијих филмова за узраст 18+.